# Rodman (Iowa)
Pour les articles homonymes, voir Rodman.
Rodman est une petite localité du comté de Palo Alto, situé dans l'Iowa, États-Unis. La population n'est que de 56 habitants, selon le recensement de 2000.

## Géographie
Rodman est situé à 43° 01′ 37″ N, 94° 31′ 40″ O (43.026874, -94.527795).
Selon le bureau de recensement des États-Unis, la ville a une aire totale de 0,4 km2, entièrement sur la terre.

## Démographie
D'après le recensement de 2000, il y avait 56 personnes, 24 ménages et 16 familles résidant à Rodman. La densité de population était de 336,7 personnes pour 130 km2. La composition raciale était de 96,43 % de blancs et 3,57 % d'autres races.
Il y avait 24 ménages, dont 33,3 % avaient des enfants de moins de 18 ans vivant avec eux, 45,8 % étaient des couples mariés vivant ensemble, 8,3 % avaient une femme sans mari présent, et 33,3 % étaient des non-familles. 33,3 % de l'ensemble des ménages étaient constitués de personnes et 12,5 % avaient quelqu'un de plus de 65 ans vivant seul.
Le revenu moyen par ménage était de 29 063 $, et le revenu moyen pour une famille était de 31 250 $. Les hommes avaient un revenu moyen de 28 438 $ contre 16 250 $ pour les femmes. Le revenu par habitant de la ville était de 15 347 $. Personne ne se situait sous le seuil de pauvreté.